# Lophiodontidae
Lophiodontidae är en utdöd familj av uddatåiga hovdjur som var nära släkt med dagens tapirer. Arterna levde i Kina och Europa under eocen.